# 湖北贡院
湖北贡院又称武昌贡院，是位于今湖北省武汉市武昌区的贡院。遗址在今武昌实验中学内。
贡院遗址是宋初县学所在，后成州学。明清时，武昌贡院为湖广省贡院。康熙年间，湖广分省。雍正元年（1723年），清廷允许两湖分闱。湖南省自设贡院，武昌贡院即为湖北省独用:80。1920年，何膺恒在贡院、武昌文庙旧址上创办新学。今为武昌实验中学。2010年，学校复建“惟楚有材”牌坊。2020年，复建明远楼。次年完工。